# Tarkughat
Tarkughat (nep. तार्कुघाट) – gaun wikas samiti w zachodniej części Nepalu w strefie Gandaki w dystrykcie Lamjung. Według nepalskiego spisu powszechnego z 2001 roku liczył on 644 gospodarstw domowych i 3117 mieszkańców (1682 kobiet i 1435 mężczyzn).